# ВЛ40У
Електровоз ВЛ40 (Вулик) У — пасажирський електровоз змінного струму модернізований із секцій вантажного електровоза ВЛ80т 2004 року для потреб Укрзалізниці. В процесі модернізації кожен електровоз отримав нові кабіни керування та обладнання. Модернізація проводилася на Запорізькому та Львівському електровозоремонтних заводах в двох варіантах, що відрізнялися один від одного формою кабіни.

## Історія створення
В кінці 1990-х на початку 2000-х років в Укрзалізниці спостерігався дефіцит електровозів змінного струму, через списання старих електровозів ВЛ60ПК, а також через електрифікацію нових ділянок. Почастішали випадки задіяння для водіння пасажирських поїздів вантажних електровозів ВЛ80С і ВЛ80Т локомотивних депо Знам'янка і Котовськ Одеської залізниці, Козятин Південно-Західної залізниці, які не були обладнані системою електричного опалення поїзда, а також пасажирським електропневматичним гальмом (ЕПГ). З цієї причини було прийнято рішення модернізувати електровози, що простоюють в запасі Цвіткового Черкаської області. Двосекційні вантажні електровози ВЛ80Т переобладнали в односекційні пасажирські, які отримали назву ВЛ40У.
Модернізацію проводять ЗЕРЗ і ЛЛРЗ. Електровоз отримує новий кузов. ЗЕРЗ встановлює кабіни машиніста і пульти по типу електровозів ЧС8, а ЛЛРЗ — кабіни з більш плоскою лобовою стінкою (схожу на кабіну ВЛ65). Ходова частина, силова схема з головним контролером ЕКГ‑8Ж і схема кіл низької напруги 50 В в цілому залишились попередніми, за виключенням того, що прибрано реостатне гальмування, що призвело до зняття ряду приладів — блоків гальмівних резисторів з приладами перемикання потоків повітря, гальмівних перемикачів, та ін.
Контролер машиніста, число позицій регулювання і ступені послаблення збудження, вказівник позицій залишились незмінними. За рахунок використання більш висококласних діодів, число ящиків випрямної установки кожного візка зменшено з двох до одного. Перебудована схема допоміжних кіл — фазорозщеплювач замінений пусковими конденсаторами, допоміжні машини з двигунами АЕ92 замінені на ті що встановлені на електровозах серій Е5К і ЕП1 машини з двигунами НВА‑55: на кожному електровозі встановлені два відцентрові мотор-вентилятора і два мотор-компресора ВУ‑3,5.

## Експлуатація ВЛ40У
Електровози добре себе проявили на рівнинному профілі, наприклад, на ділянці Київ—Ніжин—Чернігів Південно-Західної залізниці, де навіть використовуються для водіння вантажних поїздів на ділянці Ніжин—Чернігів, але на не рівному профілі (Одеська залізниця) водіння поїздів довжиною 15–20 вагонів виявилося складною проблемою і викликає багато негативних відгуків на адресу ВЛ40У, від локомотивних бригад.
На сьогоднішній день електровози ВЛ40У приписані до депо Подільськ, Знам'янка (Одеська залізниця), Львів-Захід (Львівська залізниця), Жмеринка, Конотоп (Південно-Західна залізниця), Кременчук і Полтава-Південна (Південна залізниця). Основний парк депо Жмеринка, Знам'янка, Кременчук і Львів складають машини, які виготовлені на ЛЛРЗ, депо Подільськ і Конотоп в основному мають машини, які виготовлені на ЗЕРЗ.

## Галерея

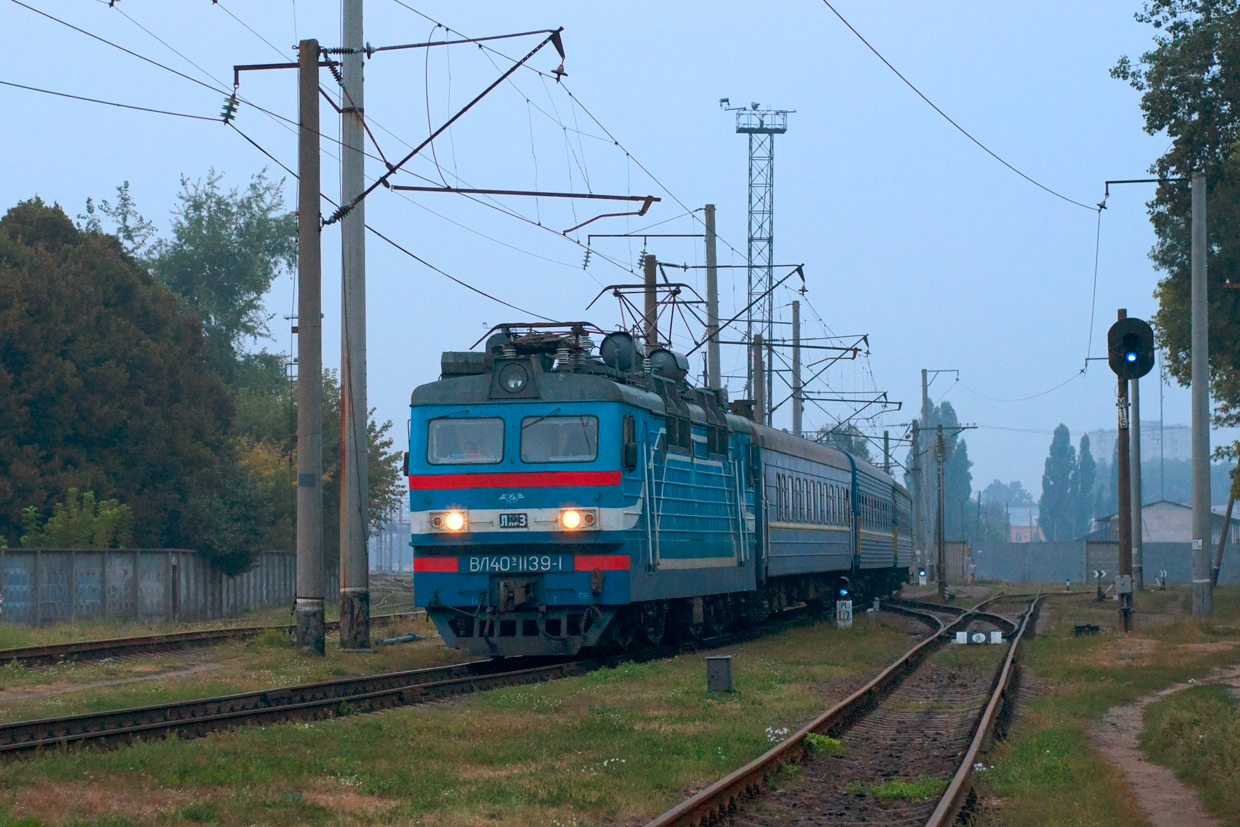
ВЛ40У-1139-1, Чернігів
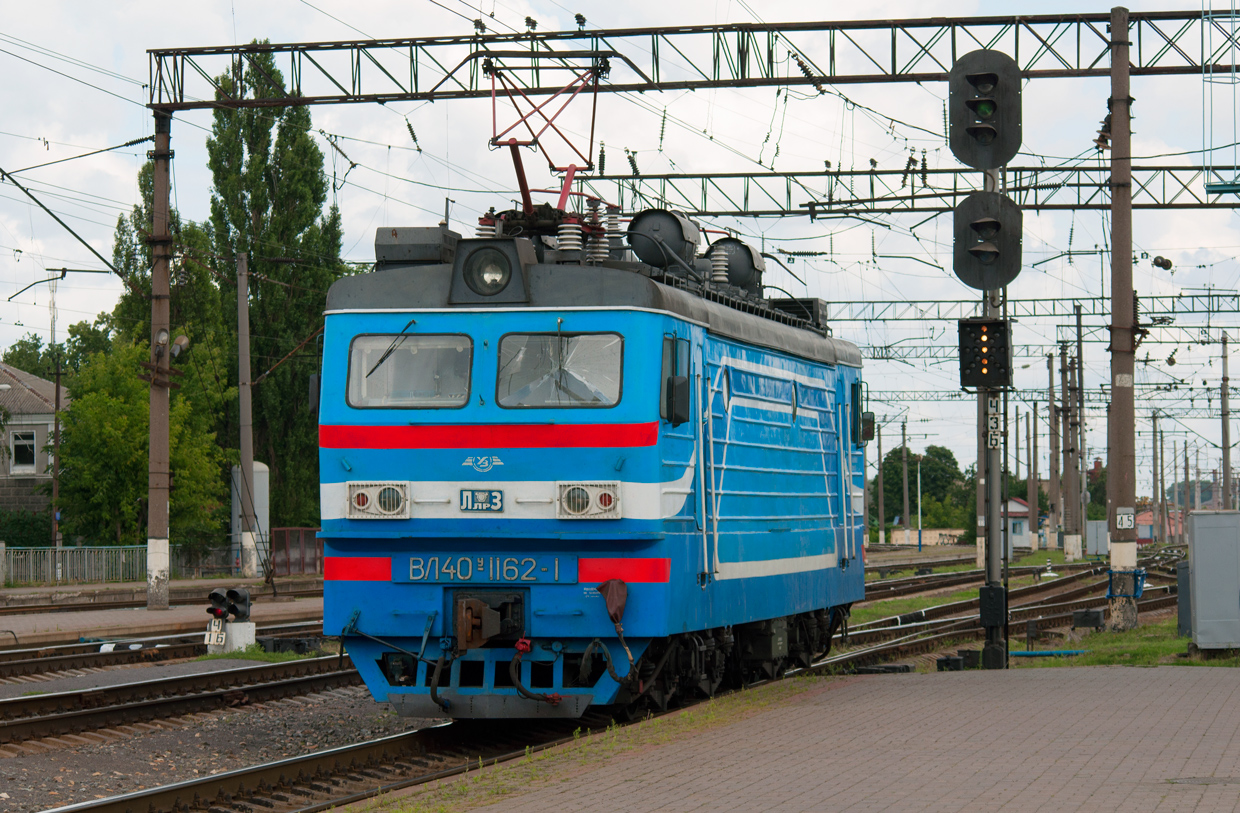
ВЛ40У-1162-1, Конотоп
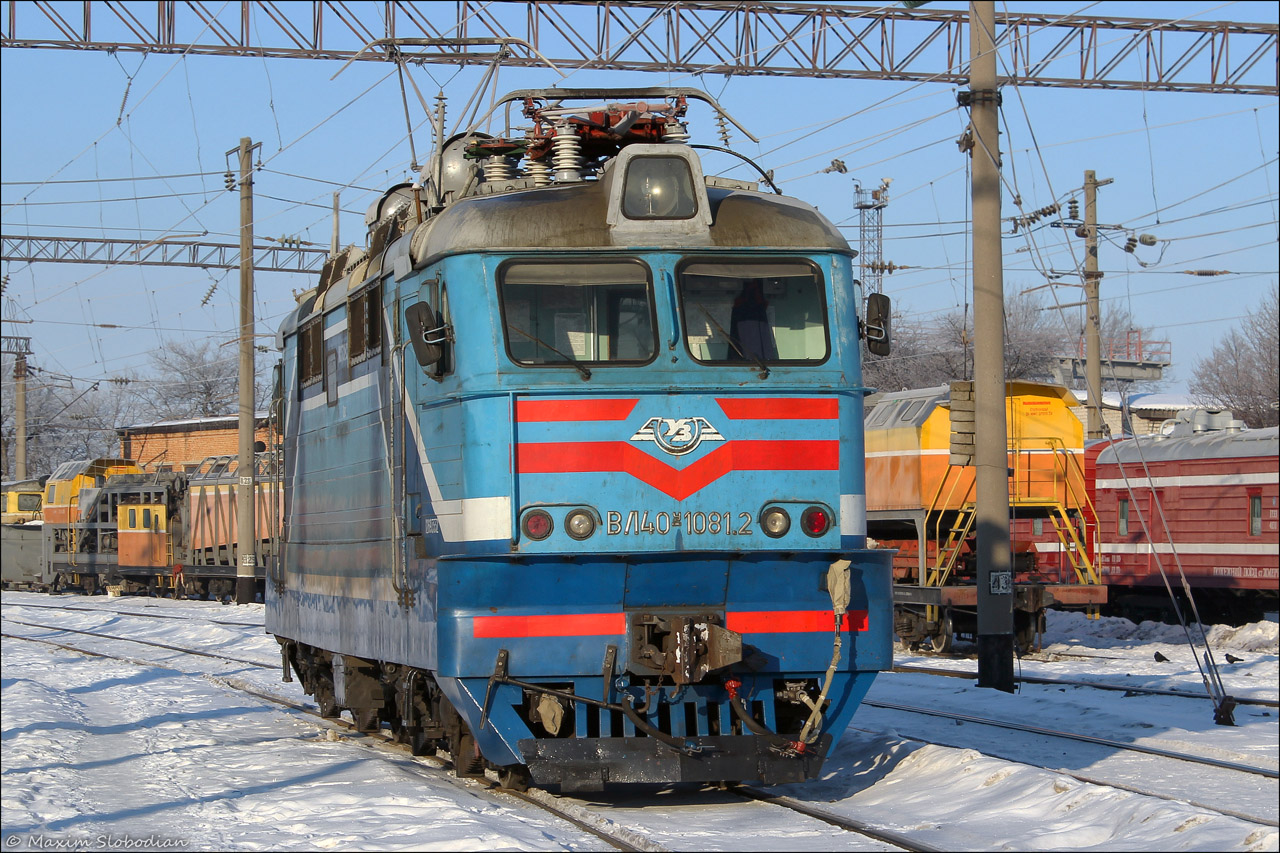
ВЛ40У-1081-2, Жмеринка
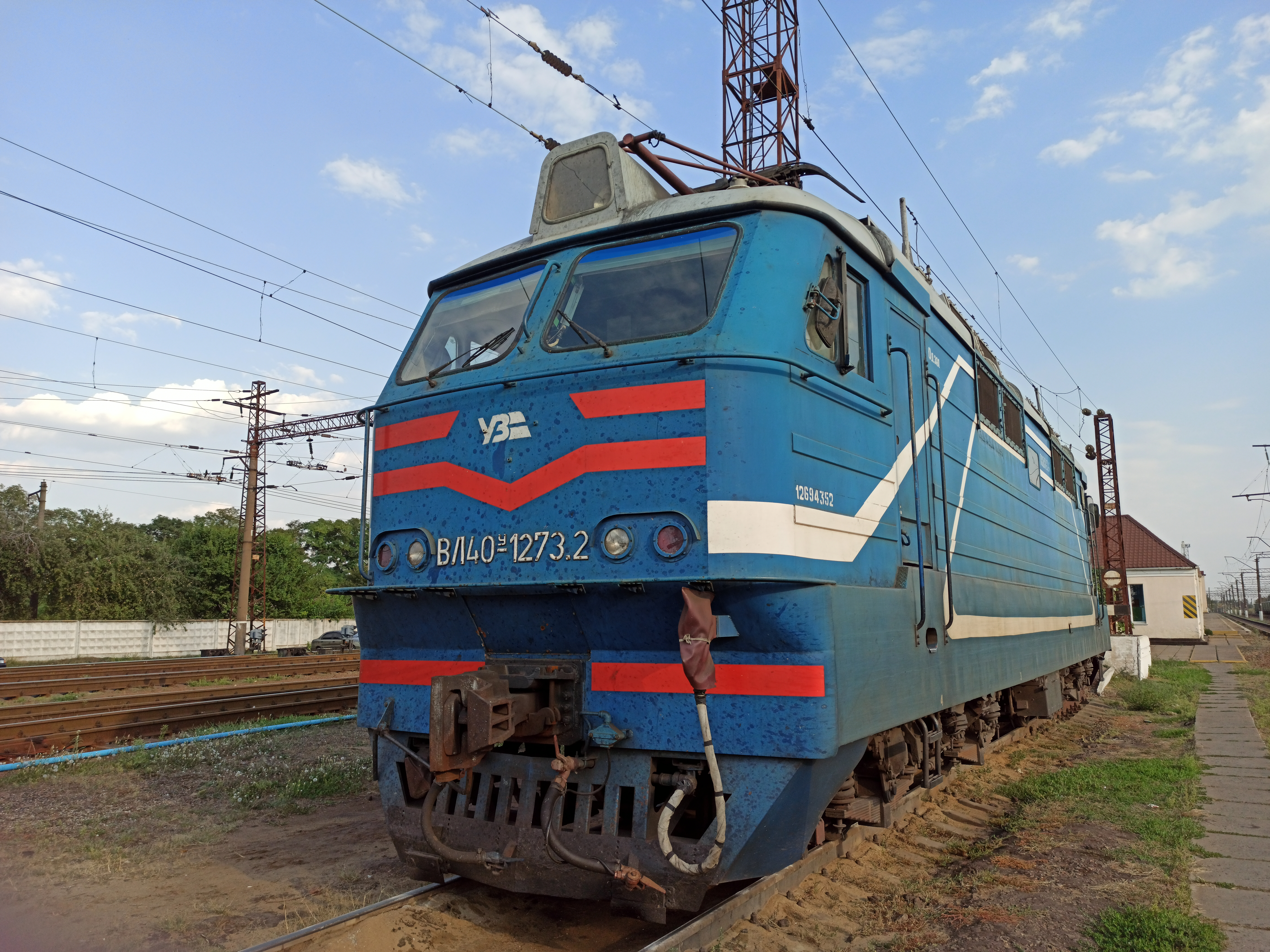
ВЛ40У-1273-2 на ст. П'ятихатки-Стикова
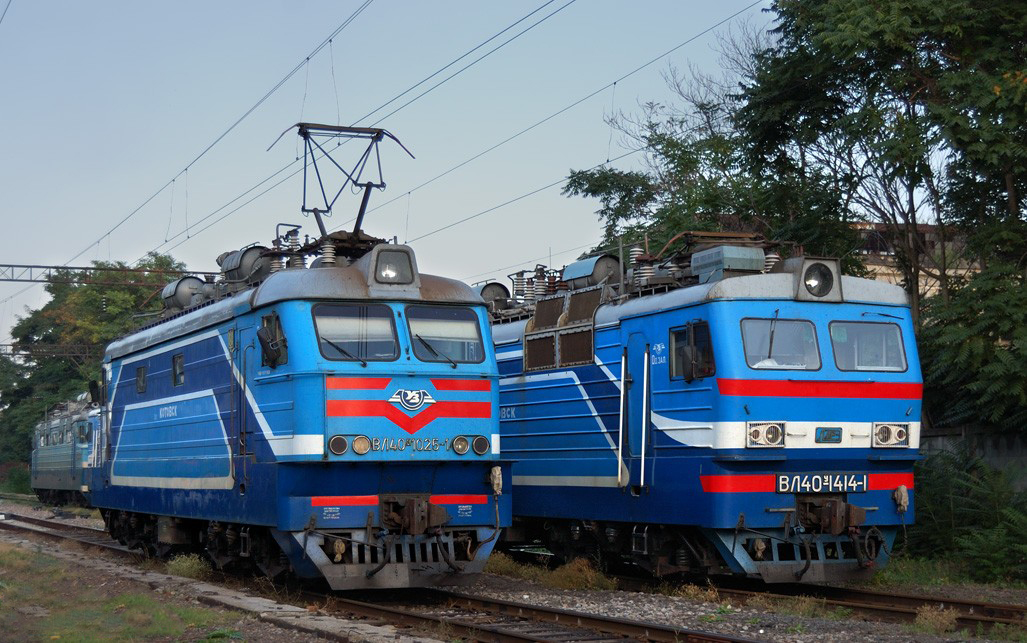
ВЛ40У-1025-1 та 1414-1 (фотомонтаж)
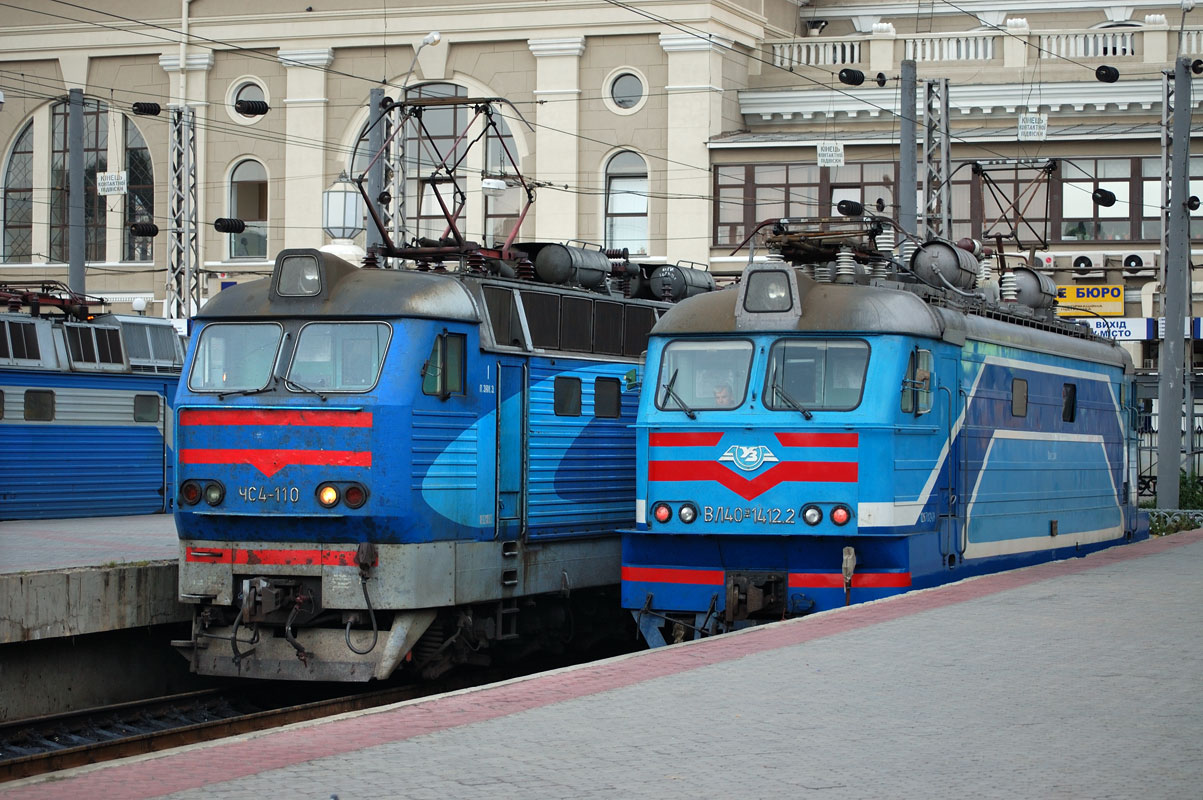
ВЛ40У-1412-2 та ЧС4-110, Одеса